# Ziemia lwowska

Herb ziemi lwowskiej

Sztandar ziemi lwowskiej z okresu bitwy pod Grunwaldem

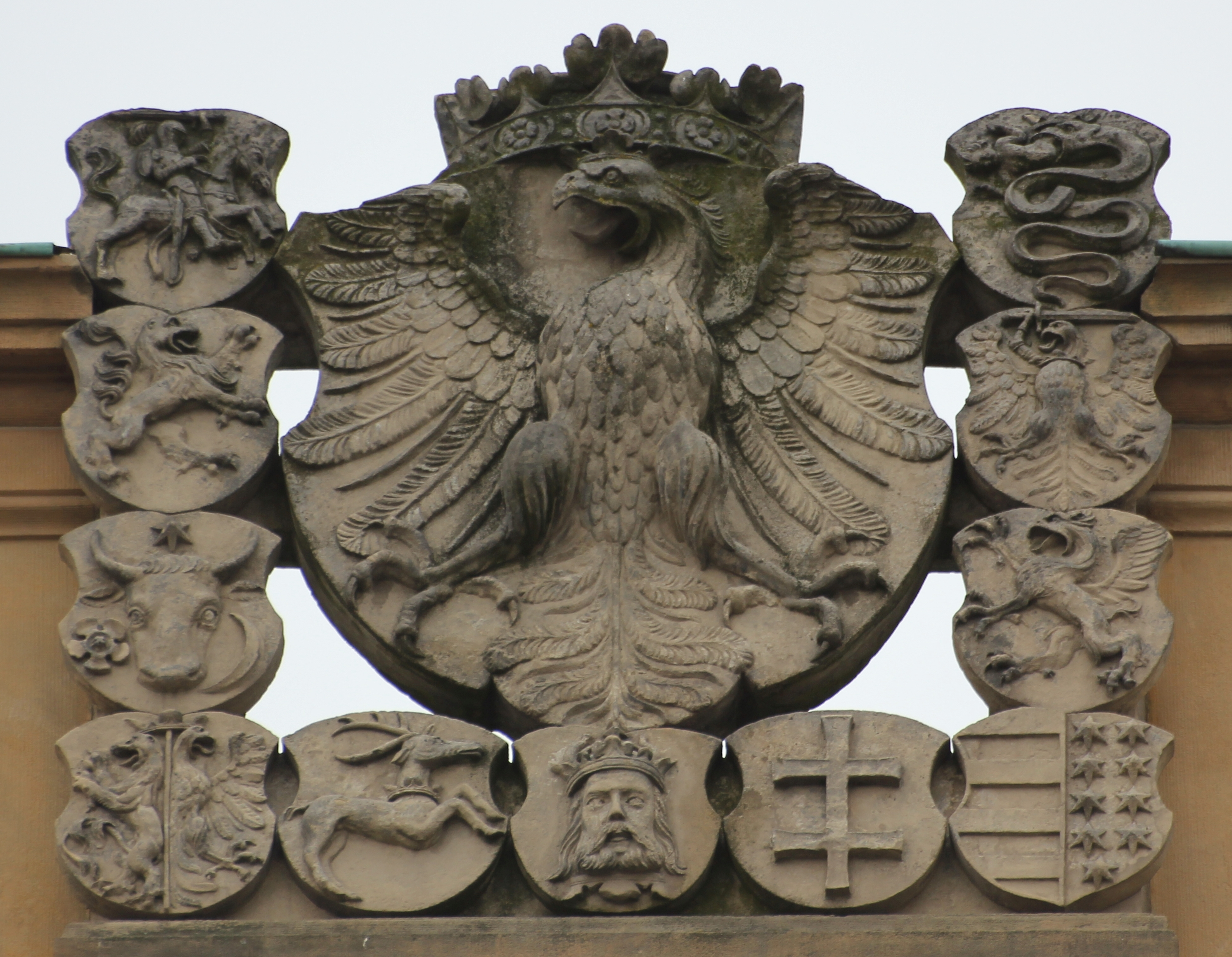
Po lewej stronie herb Ziemi lwowskiej na zbudowanej w latach 1554-1560 renesansowej bramie zamku w Brzegu na Dolnym Śląsku.

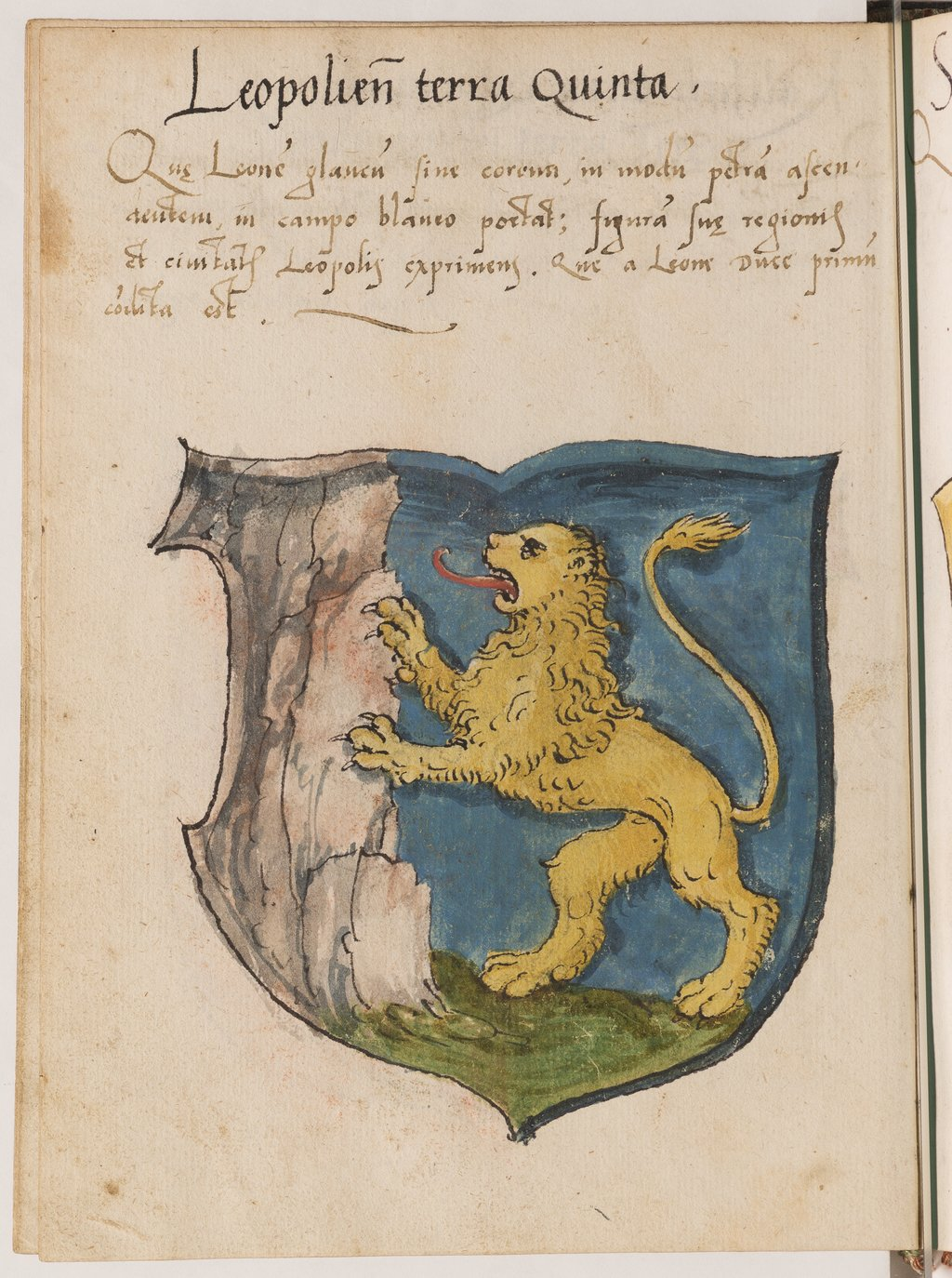

Ziemia lwowska (łac. terra Leopoliensis; ukr Львівська земля) – jednostka administracyjna Królestwa Polskiego, część województwa ruskiego w okresie I Rzeczypospolitej, 1340–1772. Stolicą ziemi lwowskiej był Lwów. Sejmiki ziemskie odbywały się we Lwowie, Trybunał Prowincji Małopolskiej we Lwowie, na równych prawach co Lublin, orzekał sprawy dla woj. ruskiego, bełskiego, wołyńskiego, podolskiego, bracławskiego, czerniechowskiego i kijowskiego.

## Podział administracyjny
Powiaty
- powiat lwowski, stolica Lwów, starostwo grodowe, sejmik deputacki (ziemski) i gospodarski,
- powiat żydaczowski, siedziba Żydaczów, starostwo grodowe,

Starosta lwowski zwoływał popis całej szlachty ziemi : lwowskiej i żydaczowskiej pod Glinianami. Powiaty obierały 6 deputatów na Trybunał Koronny i Trybunał Skarbowy Radomski na sejmiku deputackim i gospodarczym.

## Granice
Ziemia lwowska graniczyła:
- na zachodzie i południowym zachodzie - z ziemią przemyską,
- na północnym zachodzie - z ziemią bełską (woj. bełskim),
- na północy - z ziemią buską (należącą do woj. bełskiego),
- na północnym wschodzie - z Wołyniem (woj. wołyńskim),
- na południowym wschodzie - z ziemią halicką.

W skład ziemi lwowskiej, jako jednostki administracyjnej, wchodziła również ziemia żydaczowska (lub powiat żydaczowski), z którą właściwa ziemia lwowska graniczyła od południa.

Wg lustracji królewskiej sporządzonej w roku 1676 znajdowało się w całej ziemi lwowskiej 42 miasta i 618 wsi, w powiecie (ziemi żydaczowskiej) 9 miast i 170 wsi
.

## Miejscowości
- Chodorów
- Gliniany
- Medenice
- Mikołajów
- Mościska
- Olesko
- Złoczów
- Żółkiew
- Żurawno